# Monte Kaplan
El monte Kaplan es un pico de la Antártida perteneciente a la cordillera Hughes, que a su vez está situada en la cordillera de la Reina Maud, en las montañas Transantárticas. Tiene una altitud de  4230 m y una prominencia de 1783 m. Se encuentra a 5 km al suroeste del monte Wexler.
La montaña fue descubierta y fotografiada por el almirante Richard Byrd durante un vuelo el 18 de noviembre de 1929 y visitada por A.P. Crary en 1957-1958. Crary nombró el pico en honor de Joseph Kaplan, el presidente de la comisión nacional de Estados Unidos para el Año Geofísico Internacional. 